# Translación
En lingüística, una translación (también llamada transcategorización o metábasis) es el paso de una categoría gramatical a otra.

## Sustantivación (nominalización)
La sustantivación o nominalización ocurre cuando un adjetivo o un verbo pasan a convertirse en un sustantivo.
En español existen dos posibles formas:
- Anteponiendo un determinante (como los artículos el, la, los, las, lo) a un adjetivo calificativo. Este determinante se denominará transcategorizador, ya que convierte el adjetivo en un sustantivo.

Ejemplo:
Lo bueno. (Sustantivación, transcategorización del adjetivo bueno a un sustantivo. Lo será un transcategorizador que provoca esta conversión)
- Utilizando un verbo en infinitivo.

Ejemplo:
Fumar es peligroso. (Sustantivación del verbo fumar. Oración sustantiva de sujeto.)

## Adjetivación
En español hay adjetivación cuando un verbo en participio se transforma en un adjetivo.
Ejemplo:
Banco roto. (Adjetivación del verbo roto, se utiliza como adjetivo para describir el banco).

## Adverbialización
Conversión de una categoría gramatical a un adverbio. 

En español se da en estos casos:
- Añadiendo a un adjetivo calificativo (si es posible, en género femenino) el sufijo -mente.

Ejemplo:
buenamente. (Adverbialización del adjetivo bueno)
- Utilizando un verbo en gerundio (el cual siempre será Complemento Circunstancial de Modo (CCM))

Ejemplo:
Bajaron ayer por las escaleras cantando. (Adverbialización del verbo cantar)